# Anti-Diluvian Chronicles
Anti-Diluvian Chronicles er et opsamlingsalbum af det britiske death/doom metal-band My Dying Bride, som blev udgivet i 2005 gennem Peaceville Records. Albummet indeholder både albumsspor og nye remixes. 

## Sporliste

### Disk et
1. Catherine Blake                         – 6:30
2. My Wine in Silence (Remix)              – 6:02
3. A Doomed Lover                          – 7:52
4. The Blue Lotus                          – 6:34
5. The Dreadful Hours                      – 9:23
6. My Hope, the Destroyer                  – 6:45
7. The Deepest of All Hearts               – 8:55
8. She Is the Dark (Live)                  – 8:40
9. The Light at the End of the World       – 10:37
10. The Fever Sea (Live)                    – 4:14

### Disk to
1. The Raven and the Rose (remix)          – 5:49
2. Sear Me III                             – 5:25
3. The Whore, the Cook and the Mother      – 11:59
4. Der Überlebende                         – 7:38
5. Under Your Wings and into Your Arms     – 5:58
6. Like Gods of the Sun                    – 5:40
7. Here in the Throat                      – 6:20
8. For My Fallen Angel                     – 5:54
9. The Cry of Mankind                      – 12:12
10. From Darkest Skies                      – 7:50

### Disk tre
1. The Wreckage of My Flesh (Remix)        – 9:04
2. Turn Loose the Swans                    – 10:07
3. Black God                               – 4:51
4. Sear Me                                 – 9:05
5. The Forever People (live)               – 4:24
6. The Bitterness and the Bereavement      – 7:37
7. Symphonaire Infernus et Spera Imperium  – 11:38
8. God Is Alone                            – 4:50
9. The Thrash of Naked Limbs               – 6:12
10. The Sexuality of Bereavement            – 8:04